# Unione Sportiva Triestina 1933-1934
Questa voce raccoglie le informazioni riguardanti l'Unione Sportiva Triestina nelle competizioni ufficiali della stagione 1933-1934.

## Stagione
Nella stagione 1933-1934 la Triestina disputò il quinto campionato di Serie A della sua storia.

## Divise
| 1ª divisa |

## Organigramma societario
Area direttiva
- Presidente: Celso Carretti

Area tecnica
- Allenatore: Károly Csapkay[1]

## Rosa
| N. |                   | Ruolo | Calciatore         |
| -- | ----------------- | ----- | ------------------ |
|    | Italia (bandiera) | P     | Giacomo Blason     |
|    | Italia (bandiera) | P     | Mario Ienco        |
|    | Italia (bandiera) | D     | Guglielmo Cudicini |
|    | Italia (bandiera) | D     | Giuseppe Geigerle  |
|    | Italia (bandiera) | D     | Elio Loschi        |
|    | Italia (bandiera) | D     | Marino Nicoli      |
|    | Italia (bandiera) | D     | Marino Renner      |
|    | Italia (bandiera) | C     | Luigi Busidoni     |
|    | Italia (bandiera) | C     | Marčelo Kufersin   |
|    | Italia (bandiera) | C     | Piero Pasinati     |
|    | Italia (bandiera) | C     | Francesco Pescia   |

| N. |                   | Ruolo | Calciatore         |
| -- | ----------------- | ----- | ------------------ |
|    | Italia (bandiera) | C     | Rodolfo Puttar     |
|    | Italia (bandiera) | C     | Luigi Spanghero    |
|    | Italia (bandiera) | C     | Mario Villini (II) |
|    | Italia (bandiera) | A     | Deo Baldi          |
|    | Italia (bandiera) | A     | Luigi Colaussi     |
|    | Italia (bandiera) | A     | Germano Mian       |
|    | Italia (bandiera) | A     | Raffaello Niccolai |
|    | Italia (bandiera) | A     | Coriolano Palumbo  |
|    | Italia (bandiera) | A     | Nereo Rocco        |
|    | Italia (bandiera) | A     | Carlo Rosa         |
|    | Italia (bandiera) | A     | Romolo Simonetti   |

## Risultati

### Serie A

#### Girone d'andata
| Arbitro: | Corradini (Bologna) |

|                                 |           |                    |
| Rocco 16’, 30’ Palumbo 37’, 66’ | Marcatori | 81’ (rig.) Vojak I |

| Roma 17 settembre 1933 | Roma             | 0 – 0 | Triestina | Campo Testaccio\| Arbitro: \| Levrero (Genova) \| |
| Arbitro:               | Levrero (Genova) |       |           |                                                   |

| Arbitro: | Sassi (Roma) |

|  |           |           |
|  | Marcatori | 34’ Rocco |

| Arbitro: | Ciamberlini (Sampierdarena) |

|              |           |              |
| Niccolai 64’ | Marcatori | 43’ Schiavio |

| Arbitro: | Gonani (Ravenna) |

|             |           |          |
| Cerutti 89’ | Marcatori | 85’ Rosa |

| Trieste 15 ottobre 1933 | Triestina      | 0 – 0 | Ambrosiana-Inter | Stadio Littorio\| Arbitro: \| Dattilo (Roma) \| |
| Arbitro:                | Dattilo (Roma) |       |                  |                                                 |

| Arbitro: | Bevilacqua (Viareggio) |

|              |           |             |
| Borel II 16’ | Marcatori | 46’ Palumbo |

| Arbitro: | Gama (Milano) |

|              |           |  |
| Niccolai 76’ | Marcatori |  |

| Arbitro: | Zorzi (Belluno) |

|                |           |           |
| Schiavetta 17’ | Marcatori | 19’ Rocco |

| Arbitro: | Gonani (Ravenna) |

|                       |           |                     |
| Rocco 9’ Niccolai 70’ | Marcatori | 19’, 90’ Arcari III |

| Arbitro: | Scorzoni (Bologna) |

|                        |           |           |
| Martini 25’ Busoni 49’ | Marcatori | 55’ Rocco |

| Arbitro: | Barlassina (Novara) |

|             |           |        |
| Palumbo 29’ | Marcatori | 55’ Bo |

| Arbitro: | Mattea (Torino) |

|                         |           |               |
| Palumbo 7’ Niccolai 10’ | Marcatori | 61’ Monti III |

| Arbitro: | Gianni (Pisa) |

|                                  |           |  |
| Buscaglia 64’ Guarisi 87’ (rig.) | Marcatori |  |

| Arbitro: | Scarpi (Dolo) |

|  |           |            |
|  | Marcatori | 8’ Bianchi |

| Arbitro: | Scorzoni (Bologna) |

|                       |           |                                      |
| Rocco 20’, 44’ (rig.) | Marcatori | 30’ Marchini 38’ Gringa 83’ Viani II |

| Arbitro: | Pizziolo (Firenze) |

|           |           |  |
| Notti 88’ | Marcatori |  |

#### Girone di ritorno
| Arbitro: | Sassi (Roma) |

|                             |           |  |
| Vojak I 10’ Sallustro I 37’ | Marcatori |  |

| Arbitro: | Carraro (Padova) |

|                    |           |            |
| Palumbo 66’ (rig.) | Marcatori | 19’ Dugoni |

| Arbitro: | Bonivento (Venezia) |

|           |           |  |
| Rocco 32’ | Marcatori |  |

| Arbitro: | Casati (Como) |

|                  |           |  |
| Fedullo 48’, 51’ | Marcatori |  |

| Arbitro: | Scotto (Savona) |

|                     |           |           |
| Baldi 28’ Rocco 31’ | Marcatori | 69’ Piola |

| Arbitro: | Bertoli (Vicenza) |

|                        |           |           |
| Meazza 22’ Demaría 77’ | Marcatori | 12’ Rocco |

| Arbitro: | Scorzoni (Bologna) |

|  |           |              |
|  | Marcatori | 50’ Borel II |

| Arbitro: | Mazzarini (Roma) |

|                            |           |              |
| Bonesini 12’ Blasevich 72’ | Marcatori | 40’ Pasinati |

| Arbitro: | Carminati (Milano) |

|               |           |  |
| Rocco 4’, 34’ | Marcatori |  |

| Arbitro: | Gonani (Ravenna) |

|             |           |              |
| Marchini 5’ | Marcatori | 59’ Busidoni |

| Arbitro: | Mastellari (Bologna) |

|                                         |           |                                  |
| Palumbo 17’, 42’ Colaussi 32’ Rocco 80’ | Marcatori | 44’ Buscaglia 84’ (rig.) Guarisi |

| Arbitro: | Sassi (Roma) |

|  |           |                  |
|  | Marcatori | 45’ (rig.) Rocco |

| Arbitro: | Mattea (Torino) |

|  |           |            |
|  | Marcatori | 58’ Busoni |

| Arbitro: | Dattilo (Roma) |

|                            |           |             |
| Libonatti 67’ Vecchina 88’ | Marcatori | 85’ Palumbo |

| Arbitro: | Gama (Milano) |

|               |           |  |
| Foni 25’, 44’ | Marcatori |  |

| Arbitro: | Carminati (Milano) |

|                               |           |  |
| Colaussi 28’, 60’ Palumbo 71’ | Marcatori |  |

| Arbitro: | Mazzarini (Roma) |

|                                          |           |                        |
| Reggiani 23’ Gibertoni 52’ Locatelli 81’ | Marcatori | 18’ Rocco 36’ Colaussi |

## Statistiche

### Statistiche di squadra
| Competizione | Punti | In casa | In casa | In casa | In casa | In casa | In casa | In trasferta | In trasferta | In trasferta | In trasferta | In trasferta | In trasferta | Totale | Totale | Totale | Totale | Totale | Totale | DR |
| Competizione | Punti | G       | V       | N       | P       | Gf      | Gs      | G            | V            | N            | P            | Gf           | Gs           | G      | V      | N      | P      | Gf     | Gs     | DR |
| ------------ | ----- | ------- | ------- | ------- | ------- | ------- | ------- | ------------ | ------------ | ------------ | ------------ | ------------ | ------------ | ------ | ------ | ------ | ------ | ------ | ------ | -- |
| Serie A      | 30    | 17      | 8       | 5       | 4       | 26      | 16      | 17           | 2            | 5            | 10           | 12           | 24           | 34     | 10     | 10     | 14     | 38     | 40     | -2 |

### Statistiche dei giocatori[3]
| Giocatore       | Serie A  | Serie A |
| Giocatore       | Presenze | Reti    |
| --------------- | -------- | ------- |
| D. Baldi        | 25       | 1       |
| G. Blason       | 34       | -40     |
| L. Busidoni     | 8        | 1       |
| G. Colaussi     | 28       | 4       |
| G. Cudicini     | 2        | 0       |
| G. Geigerle     | 28       | 0       |
| M. Kufersin     | 18       | 0       |
| E. Loschi       | 32       | 0       |
| G. Mian         | 6        | 0       |
| R. Niccolai     | 23       | 4       |
| M. Nicoli       | 3        | 0       |
| C. Palumbo      | 25       | 10      |
| P. Pasinati     | 32       | 1       |
| F. Pescia       | 4        | 0       |
| R. Puttar       | 6        | 0       |
| M. Renner       | 4        | 0       |
| N. Rocco        | 33       | 16      |
| C. Rosa         | 11       | 1       |
| R. Simonetti    | 7        | 0       |
| L. Spanghero    | 18       | 0       |
| M. Villini (II) | 30       | 0       |